# Episodi di Mystery Science Theater 3000 (dodicesima stagione)
La 'dodicesima stagione della serie televisiva Mystery Science Theater 3000, distribuita con il titolo Mystery Science Theater 3000: The Return e composta da quattordici episodi, è uscita su Netflix dal 14 aprile 2017. 
| nº | Titolo originale                 | Titolo italiano | Pubblicazione USA | Pubblicazione Italia |
| -- | -------------------------------- | --------------- | ----------------- | -------------------- |
| 1  | Reptilicus                       |                 | 14 aprile 2017    |                      |
| 2  | Cry Wilderness                   |                 | 14 aprile 2017    |                      |
| 3  | The Time Travelers               |                 | 14 aprile 2017    |                      |
| 4  | Avalanche                        |                 | 14 aprile 2017    |                      |
| 5  | The Beast of Hollow Mountain     |                 | 14 aprile 2017    |                      |
| 6  | Starcrash                        |                 | 14 aprile 2017    |                      |
| 7  | The Land That Time Forgot        |                 | 14 aprile 2017    |                      |
| 8  | The Loves of Hercules            |                 | 14 aprile 2017    |                      |
| 9  | Yongary, Monster from the Deep   |                 | 14 aprile 2017    |                      |
| 10 | Wizards of the Lost Kingdom      |                 | 14 aprile 2017    |                      |
| 11 | Wizards of the Lost Kingdom II   |                 | 14 aprile 2017    |                      |
| 12 | Carnival Magic                   |                 | 14 aprile 2017    |                      |
| 13 | The Christmas That Almost Wasn't |                 | 14 aprile 2017    |                      |
| 14 | At the Earth's Core              |                 | 14 aprile 2017    |                      |